# Krasnoflotskoje (Kaliningrad)
Krasnoflotskoje (russisch Краснофлотское, deutsch Rosenberg, Kreis Heiligenbeil) war ein Ort im Südwesten der russischen Oblast Kaliningrad (Gebiet Königsberg (Preußen)) und läge heute im Stadtkreis Mamonowo (Heiligenbeil).

## Geographische Lage
Krasnoflotskoje lag nordwestlich von Mamonowo (Heiligenbeil) und war über die frühere Rosenberger Chaussee von der Kreisstadt aus in vier Kilometern zu erreichen. Handelte es sich früher bei dem Ort am Frischen Haff um ein Fischerdorf, so war es ab 1880/82 der vorgelagerte Hafen von Heiligenbeil. Diese Bedeutung – wenn auch in geringerem Umfange – hat der Ort auch noch heute.

## Ortsname
Die ehemalige Ortsbezeichnung Rosenberg findet sich in Deutschland häufig, und auch im nicht weit entfernt liegenden ehemaligen Landkreis Gerdauen (heute russisch: Schelesnodoroschny) gab es einen Ort gleichen Namens, der heute Sopkino genannt wird, ferner die ehemals ostpreußische Kreisstadt Rosenberg (heute polnisch: Susz). 
Der russische Name Krasnoflotskoje bedeutet „Rote Flotte“ und kommt als Ortsbezeichnung in Russland und in der Ukraine vor.

## Geschichte

Rosenberg, am Ostufer des Frischen Haffs, nördlich von Heiligenbeil und südlich der Landzunge von Balga, auf einer Landkarte von 1910 (siehe linke Bildhälfte).

Ulrich Fischer, der Komtur von Balga (heute russisch: Wesjoloje) fertigte am 11. April 1368 die Gründungsurkunde von Rosenberg aus. Schon bald nach der Gründung gab es im Dorf einen Krug, der 1407 ausdrücklich Erwähnung fand. Zur Sicherung ihrer Forderungen an den Orden aus der Zeit des Städtekrieges (1454–1466) erhielten die Brüder Melchio und Balzer von Diebes u. a. Dorf und Krug Rosenberg als Pfand. Im Reiterkrieg (1519–1521) brannte Rosenberg aus. Auch später noch litt der Ort unter verheerenden Bränden, so 1696, 1759, 1811 und 1867.
Am 11. Juni 1874 bildeten die Landgemeinden Rosenberg und Steindorf (russisch: Pokrowskoje) und der Gutsbezirk Bregden (Wawilowo) den Amtsbezirk Bregden. Am 21. Juli 1884 wurde in die Landgemeinde Rosenberg der Gutsbezirk Gabditten, am 4. Juli 1890 auch der Gutsbezirk Frisches Haff eingemeindet.
Im Jahre 1910 zählte die Gemeinde Rosenberg 620 Einwohner.
Zum 9. Mai 1928 wurde auch der größte Teil des Gutsbezirks Bregden nach Rosenberg eingegliedert. Der Amtsbezirk Bregden wurde am 13. September 1929 in Amtsbezirk Steindorf umbenannt.
Am 1. Oktober 1935 wurde die gesamte Gemeinde Rosenberg in die Stadt Heiligenbeil eingegliedert. Bis 1945 blieb sie somit im Landkreis Heiligenbeil in der preußischen Provinz Ostpreußen.
1945 kam die Stadt Heiligenbeil unter sowjetische Verwaltung, und 1947 erhielt der Stadtteil Rosenberg den Namen Krasnoflotskoje. Mamonowo gehört zum Stadtkreis Mamonowo innerhalb der Oblast Kaliningrad.

## Kirche
Bei seiner überwiegend evangelischen Bevölkerung gehörte Rosenberg vor 1945 zum Kirchspiel Heiligenbeil im gleichnamigen Kirchenkreis innerhalb der Kirchenprovinz Ostpreußen der Kirche der Altpreußischen Union. Die letzten deutschen Geistlichen waren die Pfarrer Paul Bernecker und Hans Krumm.

## Schule
Eine Volksschule gab es in Rosenberg bereits 1736. Zunächst fand der Unterricht nur im Winter statt, ab 1836 dann regelmäßig. Die Schule war vor 1945 zweistufig.

## Persönlichkeit des Ortes
- Gottfried Mellien (* 10. November 1770 in Rosenberg) war Oberbürgermeister von Thorn (heute polnisch: Toruń) im ehemaligen Westpreußen.